# Chaise en porte-à-faux

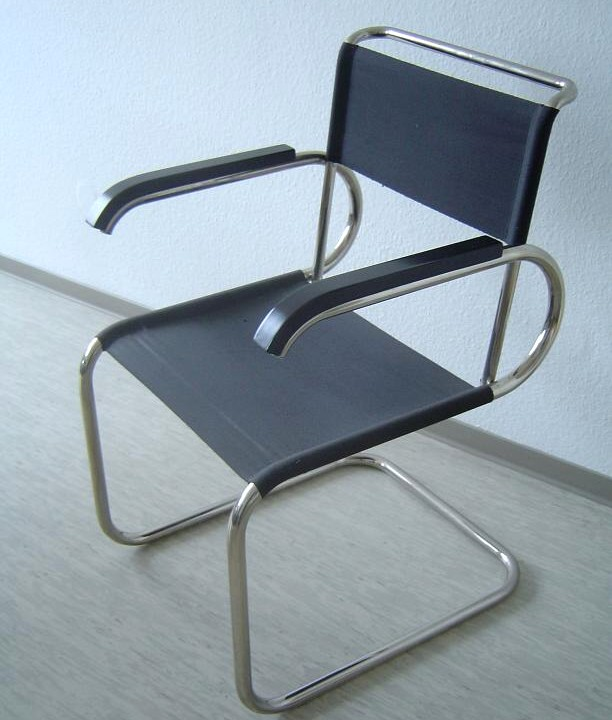
Chaise en porte-à-faux.

Une chaise en porte-à-faux, ou chaise cantilever, est une chaise qui n’a pas de pieds à l’arrière, elle est donc en porte-à-faux et dépend alors entièrement des propriétés physiques des matériaux qui la composent. Cette forme pionnière fut rendue célèbre par certains designers à qui on l'associe aujourd'hui, mais elle fut officiellement inventée par Mart Stam en 1926. Elle demeure un exemple important du design du XXe siècle.
Un autre important créateur de chaises en porte-à-faux fut le styliste hongrois Marcel Breuer, qui expérimenta cette nouvelle forme avec des tubes en acier.